# Przechlewo
Przechlewo [pʂɛˈxlɛvɔ] (allemand : Prechlau) est un village du comté de Człuchów, dans la voïvodie de Poméranie, dans le nord-ouest de la Pologne. C'est le siège de la gmina (district administratif) appelée Gmina Przechlewo. Il s'étend sur environ 19km au nord-ouest de Człuchów et 110km au sud-ouest de la capitale régionale Gdańsk. Il est situé dans la région historique de Poméranie.
Przechlewo est un village royal de la couronne polonaise, situé administrativement dans le comté de Człuchów dans la voïvodie de Poméranie. De 1818 à 1945, Prechlau fait partie de l'arrondissement de Schlochau dans le district de Marienwerder, administré par la province de Prusse-Occidentale. Pendant la Seconde Guerre mondiale, les Allemands exploitent un camp de travail pour les prisonniers de guerre du camp de prisonniers de guerre Stalag II-B dans le village.
Il y a deux églises historiques à Przechlewo : l'église baroque-néo-gothique Sainte-Anne et l'église néo-gothique Notre-Dame de Częstochowa.

## Personnes notables
- Jan Lubiński (pl) (né en 1953), physicien polonais et professeur émérite.
- Marta Żmuda Trzebiatowska (en) (née en 1984), actrice polonaise